# Leptophyllum cirrhatum
Leptophyllum cirrhatum är en mångfotingart som beskrevs av Carl Graf Attems 1927. Leptophyllum cirrhatum ingår i släktet Leptophyllum och familjen kejsardubbelfotingar. Inga underarter finns listade i Catalogue of Life.